# Olympische Sommerspiele 1992/Teilnehmer (Senegal)
| Gelbes Symbol für Goldmedaillen mit stilisierten Olympischen Ringen | Graues Symbol für Silbermedaillen mit stilisierten Olympischen Ringen | Braundes Symbol für Bronzemedaillen mit stilisierten Olympischen Ringen |
| ------------------------------------------------------------------- | --------------------------------------------------------------------- | ----------------------------------------------------------------------- |
| —                                                                   | —                                                                     | —                                                                       |

Der Senegal nahm an den Olympischen Sommerspielen 1992 in Barcelona, Spanien, mit einer Delegation von 20 Sportlern (18 Männer und zwei Frauen) an 20 Wettkämpfen in vier Sportarten teil. Jüngster Athlet war der Leichtathlet Oumar Loum (18 Jahre und 220 Tage), ältester Athlet war der Ringer Bounama Touré (39 Jahre und 166 Tage). Medaillen konnten keine gewonnen werden. Es war die achte Teilnahme an Olympischen Sommerspielen für das Land.

## Teilnehmer nach Sportarten

### Judo
Herren
- Aly Attyé
  - Mittelgewicht

Rang 21

- Khalifa Diouf
  - Schwergewicht

Rang 13

- Amadou Guèye
  - Halbmittelgewicht

Rang 34

- Moussa Sall
  - Halbschwergewicht

Rang 21

- Malick Seck
  - Leichtgewicht

Rang 13

- Pierre Sène
  - Halbleichtgewicht

Rang 24

### Leichtathletik
Damen
- N’Dèye Dia
  - 100 Meter Lauf

Runde eins: ausgeschieden in Lauf zwei (Rang sechs), 11,83 Sekunden

- Aïssatou Tandian
  - 400 Meter Lauf

Runde eins: in Lauf vier (Rang fünf) für das Viertelfinale qualifiziert, 52,29 Sekunden
Viertelfinale: ausgeschieden in Lauf eins (Rang sechs), 52,39 Sekunden

Herren

4 × 100 Meter Staffel
- Ergebnisse
Runde eins: ausgeschieden in Lauf zwei (Rang vier), 40,13 Sekunden
- Mannschaft
Oumar Loum
Seydou Loum
Amadou M’Baye
Charles-Louis Seck

Einzel
- Amadou Dia Ba
  - 400 Meter Hürden

Runde eins: ausgeschieden in Lauf vier (Rang drei), 49,47 Sekunden

- Babacar Niang
  - 800 Meter Lauf

Runde eins: in Lauf drei (Rang drei) für das Halbfinale qualifiziert, 1:46,79 Minuten
Halbfinale: ausgeschieden in Lauf drei (Rang drei), 1:46,95 Minuten

- Charles-Louis Seck
  - 100 Meter Lauf

Runde eins: ausgeschieden Lauf zehn (Rang sechs), 10,57 Sekunden

- Ibrahima Tamba
  - 200 Meter Lauf

Runde eins: in Lauf acht (Rang drei) für das Viertelfinale qualifiziert, 21,25 Sekunden
Viertelfinale: ausgeschieden in Lauf vier (Rang sieben), 21,28 Sekunden

### Ringen
Herren

Freistil
- Alioune Diouf
  - Schwergewicht

Gruppenphase: Gruppe B, ohne Punkte ausgeschieden
Runde eins: gegen Atanas Komtschew aus Bulgarien durch Schultersieg des Gegners verloren
Runde zwei: gegen Héctor Milián aus Kuba durch Disqualifikation verloren

- Mor Wade
  - Superschwergewicht

Gruppenphase: Gruppe A, ohne Punkte ausgeschieden
Runde eins: gegen Jeffrey Thue aus Kanada durch Schultersieg des Gegners verloren
Runde zwei: gegen Mahmut Demir aus Türkei durch Schultersieg des Gegners verloren

Griechisch-Römisch
- Alioune Diouf
  - Schwergewicht

Gruppenphase: Gruppe B, ohne Punkte ausgeschieden
Runde eins: gegen Sándor Kiss aus Ungarn verloren (3:7)
Runde zwei: gegen Andrzej Radomski aus Polen durch Schultersieg des Gegners verloren

- Bounama Touré
  - Superschwergewicht

Gruppenphase: Gruppe A, ohne Punkte ausgeschieden
Runde eins: gegen Cándido Mesa aus Kuba durch Schultersieg des Gegners verloren
Runde zwei: gegen Andrew Borodow aus Kanada durch Schultersieg des Gegners verloren

### Schwimmen
Herren
- Mouhamed Diop
  - 50 Meter Freistil

Runde eins: ausgeschieden in Lauf eins (Rang zwei), 24,69 Sekunden
Rang 49
  - 100 Meter Freistil

Runde eins: ausgeschieden in Lauf eins (Rang zwei), 55,82 Sekunden
Rang 64
  - 200 Meter Lagen

Runde eins: ausgeschieden in Lauf eins (Rang vier), 2:23,92 Minuten
Rang 50

- Bruno N’Diaye
  - 50 Meter Freistil

Runde eins: ausgeschieden in Lauf eins (Rang drei), 25,35 Sekunden
Rang 57
  - 100 Meter Freistil

Runde eins: ausgeschieden in Lauf eins (Rang drei), 56,39 Sekunden
Rang 68